# Duets Forever - Tutti cantano Cristina
| Recensione | Giudizio |
| ---------- | -------- |
| Rockol     |          |

Duets Forever – Tutti cantano Cristina è un album di Cristina D'Avena pubblicato il 23 novembre 2018 dalla Warner Music Italy, nonché il seguito del primo album di duetti. In alcuni negozi le copie dell'album sono state rese disponibili già dal 22 dello stesso mese.

## Antefatti
La sera del 24 ottobre  viene pubblicato un teaser trailer che annuncia l'uscita del nuovo album. Il 26 ottobre tramite un nuovo video sempre pubblicato sui suoi canali social, vengono annunciati i primi 4 nomi dei cantanti coinvolti Alessandra Amoroso, The Kolors, Patty Pravo, Elodie. Il giorno dopo la cantante ha rivelato sempre tramite video la partecipazione di Shade, Carmen Consoli, Federica Carta e Fabrizio Moro. I restanti 8 cantanti sono stati rivelati nello stesso modo nei due giorni successivi sempre a gruppi di 4. Il 30 ottobre viene rivelata anche la tracklist.

## Descrizione
Il disco contiene 16 delle centinaia di sigle dell'artista che per l'occasione, sono state nuovamente incise e arrangiate. L'album è una collaborazione tra Cristina D'Avena e 16 artisti della musica italiana, ognuno in duetto in una diversa canzone con l'artista.
L'album continua il progetto annunciato l'anno precedente.

### Edizione Deluxe
L'album è stato pubblicato anche in una versione limitata e numerata in doppio vinile azzurro. Un certo numero di copie sia del CD che del vinile è stato venduto con l'autografo dell'artista come esclusiva di Amazon.

### Duets + Duets Forever – Tutti cantano Cristina
È la versione della raccolta di canzoni pubblicata il 7 dicembre 2018 dalla Warner Music Italy. Comprende tutti i 32 brani usciti nei due capitoli dei duetti della cantante. L'opera presenta le due copertine originali sul fronte, mentre sul retro la scaletta dei due CD.

## Tracce
Testi di Alessandra Valeri Manera tranne dove indicato; edizioni musicali RTI S.p.A. (Tranne Canzone dei Puffi).
1. Canzone dei Puffi (feat. Patty Pravo e Fabio De Luigi) – 3:07 (testo: Victor Szell, Alessandra Valeri Manera – musica: Dan Lacksman; edizioni musicali Edizioni SIAE)
2. I ragazzi della Senna (Il tulipano nero) (feat. Fabrizio Moro) – 3:07 (musica: Augusto Martelli)
3. Georgie (feat. Dolcenera) – 2:34 (musica: Alberto Baldan Bembo, Vladimiro Albera)
4. Memole dolce Memole (feat. Elisa) – 3:12 (musica: Giordano Bruno Martelli)
5. Pollyanna (feat. Malika Ayane) – 2:58 (musica: Carmelo Carucci)
6. Vola mio mini Pony (feat. Elodie) – 2:55 (musica: Carmelo Carucci)
7. Ti voglio bene Denver (feat. Lo Stato Sociale) – 3:12 (musica: Carmelo Carucci)
8. D'Artagnan e i moschettieri del re (feat. Il Volo) – 3:39 (musica: Carmelo Carucci)
9. Alvin Rock'n Roll (feat. The Kolors) – 3:06 (musica: Carmelo Carucci)
10. Papà gambalunga (feat. Federica Carta) – 3:22 (musica: Carmelo Carucci)
11. Il mistero della pietra azzurra (feat. Alessandra Amoroso) – 3:44 (musica: Carmelo Carucci)
12. Robin Hood (feat. Max Pezzali) – 3:22 (musica: Carmelo Carucci)
13. Batman (feat. Le Vibrazioni) – 3:31 (musica: Carmelo Carucci; edizioni musicali Edizioni Warner Chappell Music Italiana Srl)
14. Sailor Moon e il cristallo del cuore (feat. Carmen Consoli) – 3:26 (musica: Carmelo Carucci)
15. Rossana (feat. Nek) – 4:43 (musica: Franco Fasano)
16. Doraemon (feat. Shade) – 3:59 (testo: Alessandra Valeri Manera, Shade – musica: Max Longhi, Giorgio Vanni)

Durata totale: 53:57

## Produzione
- Cristina D'Avena – Direzione artistica
- Warner Music – Organizzazione e coordinamento artistico
- Crioma S.r.l. – Coordinamento progetto e PR
- Cosimo Buccolieri – Foto
- Mario Bove – Foto backstage di Cristina
- Patrizio Squeglia – Artwork
- Andrea Amara – Styling
- Patrizia Delcuratolo – Trucco
- Niky Epi – Acconciature
- Luisa Beccaria – Vestiti

### Concessioni delle etichette discografiche
- Fabrizio Moro – Sony Music Entertainment Italy S.p.A.
- Dolcenera – Universal Music Italia S.r.l.
- Elisa – Universal Music Italia S.r.l.
- Malika Ayane – Sugar S.r.l.
- Elodie – Universal Music Italia S.r.l.
- Lo Stato Sociale – Universal Music Italia S.r.l.
- Il Volo – Sony Music Entertainment Italy S.p.A.
- The Kolors – Universal Music Italia S.r.l.
- Federica Carta – Universal Music Italia S.r.l.
- Alessandra Amoroso – Sony Music Entertainment Italia S.p.A.
- Max Pezzali – Warner Music Italy S.r.l.
- Le Vibrazioni – L'Equilibrista/Artist First
- Carmen Consoli – Universal Music Italia S.r.l.
- Nek – Warner Music Italy S.r.l.
- Shade – Warner Music Italy S.r.l.

## Produzione e musicisti dei brani
Per tutti i brani ad eccezione di Ti voglio bene Denver e Doraemon
- Alessandro "Gengy" Di Guglielmo – Mastering a Elettroformati, Milano

### I ragazzi della Senna (Il Tulipano Nero)
- Davide Tagliapietra – arrangiamento, chitarre e programmazione
- Will Medini – organo, pianoforte e programmazione
- Riccardo "Jeeba" Gilbertini – trombe e trombone
- Paolo Costa – basso
- Lele Melotti – batteria

### Georgie
- Luca Mattioni – arrangiamento, tastiere, Fender Rhodes, programmazione
- Francesco Ambrosini – cori, registrazione allo Stripe Studio, Milano
- Marco Barusso – mixaggio al BRX Studio, Milano
- Giorgio Secco – chitarre
- Andrea Torresani – basso
- Nik Taccori – batteria e percussioni

### Memole dolce Memole
- Zef – produzione
- Marco Zangirolami – arrangiamento e mixaggio
- Fabrizio Moroni – chitarre

### Pollyanna
- Davide Tagliapietra – arrangiamento, tastiere, basso, chitarre, programmazione
- Will Medini – organo, pianoforte e programmazioni
- Simone D'Eusanio – violino
- Massimo Tagliata – fisarmonica

### Vola mio mini Pony
- Luca Mattioni – arrangiamento, tastiere, Fender Rhodes, programmazione
- Francesco Ambrosini – registrazione allo Stripe Studio, Milano
- Marco Barusso – mixaggio al BRX Studio, Milano
- Giorgio Secco – chitarre
- Andrea Torresani – basso
- Nik Taccori – batteria e percussioni
- Francesco Ambrosini – cori

### D'Artagnan e i moschettieri del re
- Luca Mattioni – arrangiamento, tastiere, Fender Rhodes, programmazione
- Francesco Ambrosini – registrazione allo Stripe Studio, Milano
- Marco Barusso – mixaggio al BRX Studio, Milano
- Angelo Paracchini – Registrazione voci de Il Volo a Over Studio di Cento (Ferrara)
- Giorgio Secco – chitarre
- Andrea Torresani – basso
- Nik Taccori – batteria e percussioni
- Francesco Ambrosini – cori

### Alvin Rock'n Roll
- Stash Fiordispino – produzione e chitarre
- Davide Tagliapietra – registrazione voci Cristina a ilBunker, Milano
- Alex Trecarichi – mixaggio al Monodynamic Studio, Milano
- Daniele Mona – sintetizzatore, percussioni
- Dario Iaculli – basso
- Alex Fiordispino – batteria

### Papà Gambalunga
- Valeriano Chiaravalle – arrangiamento
- ???? – registrazione al White Studio
- Marco Barusso – mixaggio al BRX Studio (MI)
- Davide Aru – chitarre
- Luca Visigalli – basso

### Il mistero della pietra azzurra
- Davide Tagliapietra – arrangiamento, tastiere, chitarre, basso, programmazione e registrazione a ilBunker, Milano
- Phil Mer – batteria

### Robin Hood
- Davide Tagliapietra – arrangiamento, tastiere, chitarre, basso, programmazione e registrazione a ilBunker, Milano
- Phil Mer – batteria

### Batman
- Davide Tagliapietra – arrangiamento, tastiere, chitarre, basso, programmazione e registrazione a ilBunker, Milano
- Phil Mer – batteria

### Sailor Moon e il cristallo del cuore
- Luca Mattioni – arrangiamento, tastiere, Fender Rhodes e programmazione
- Francesco Ambrosini – registrazione allo Stripe Studio, Milano
- Toni Carbone – registrazione voce Carmen Consoli al Kozmic Lula Studios, Puntalazzo (CT)
- Marco Barusso – mixaggio al BRX Studio (MI)
- Giorgio Secco – chitarre
- Andrea Torresani – basso
- Nik Taccori – batteria e percussioni
- Francesco Ambrosini – cori

### Rossana
- Davide Tagliapietra – arrangiamento, tastiere, chitarre, basso, programmazione e registrazione a ilBunker, Milano
- Will Medini – organo, pianoforte e programmazione
- Simone D'Eusanio – violino
- Massimo Tagliata – fisarmonica
- Clarissa D'Avena – cori
- Andrea Galgano – cori
- Mario Bove – cori

### Doraemon
- Jaro – produzione, mixing e mastering
- Davide Tagliapietra – registrazione voce Cristina a ilBunker, Milano

## Premi e riconoscimenti
- 2019 – Premio Seat Music Awards

## Classifiche

### Classifiche settimanali
| Classifica (2018) | Posizione massima |
| ----------------- | ----------------- |
| Italia            | 3                 |
| Italia (vinili)   | 1                 |

### Classifiche di fine anno
| Classifica (2018) | Posizione |
| ----------------- | --------- |
| Italia            | 69        |